# ダッシュ・クラッシュ・バタンキュー
ダッシュ・クラッシュ・バタンキュー（原題：Stop! Look! And Hasten!、1954年8月14日）とは、アメリカ合衆国の映画会社ワーナー・ブラザースの短編アニメシリーズ「メリー・メロディーズ」の作品である。NETテレビ版の邦題は『腹ペコ狼』、ぶっぎりステージでの邦題は『走れ！コヨーテ』。

## 概要
ある日、虫を食いながらロード・ランナーを捕まえる作戦を考えていたコヨーテ、突然後ろからロードランナーに突き飛ばされる。ロードランナーを見るコヨーテは、今夜は鶏肉にしようと考え、ロード・ランナーを追いかけるも、ロード・ランナーには追い付けない。そこでコヨーテは、ロード・ランナーを崖から突き落とす作戦に出たが大失敗。次の作戦では、ロープを道路に置き、隠れられる場所に隠れるも、車に引っ張られて大失敗をする。その次の作戦では、『ビルマタイガー入り 落とし穴の作り方（How to build a burmese Tiger trap）』という本を読んで土に落とし穴を作るが、ロード・ランナーは捕まらず自分で引っかかる。その後も罠を作り、ロード・ランナーが来るのを待ったが、ロード・ランナーは障害物をすり抜けた。コヨーテは疑問を持ち、急いで走り、踏切に止まり、その途中、ロード・ランナーが線路を走ってきたため、コヨーテは急いで追いかけたが、列車が突然走ってきて、コヨーテは『情けがあるなら止まって！（STOP in The Name of Humanity）』という看板を持って衝突。その後、道路の中で爆弾を仕込んでる最中にTNT爆弾が爆発し失敗、その後はバイクでロード・ランナーを追いかけるも失敗（捕まえられず）、今度は『アクメ社の鳥の餌（ACME BIRD SEED）』で橋に掛け、ロード・ランナーに食わせ、コヨーテがノコギリで穴を開けるも、橋全体が落ちてしまい作戦に失敗する。今度はコヨーテが、『アクメ社のウルトラ・ストロング足の筋肉増強ビタミン剤（ACME TRIPLE-STRENGTH FORTIFIED LEG MUSCLE VITAMINS）』を飲んで筋肉を増強させ、ロードランナーを追いかけるも、自分で仕掛けた罠に引っかかる。その姿を見たロードランナーは、『ミッミッ！』と鳴らして急発進し、『That's all folks!（これでおしまい!）』を作って物語は終わる。

## キャスト
| キャラクター       | 原語版             | NETテレビ版 | カートゥーン ネットワーク版 |
| ------------------ | ------------------ | ----------- | --------------------------- |
| ロード・ランナー   | ポール・ジュリアン | 武藤礼子    | 原語流用                    |
| ワイリー・コヨーテ | -                  | 鈴木やすし  | -                           |
| ビルマ・タイガー   | -                  | 相模武      | -                           |
| ナレーション       | -                  | -           | 梅津秀行                    |